# Église Saint-Quentin de Tassilly
L'église Saint-Quentin de Tassilly est une église catholique située à Bons-Tassilly, en France.

## Localisation
L'église est située dans le département français du Calvados, sur la commune de Bons-Tassilly.

## Historique
L'édifice date des XIIe et XVIIe siècles. Le clocher  et le chœur datent selon Arcisse de Caumont du XIIIe siècle. Le chœur a été largement dénaturé par des réparations ultérieures qui lui ôtent tout intérêt architectural selon le même auteur. Les nominations à la cure dépendaient de l'abbaye aux Dames de Caen et l'église dépendait du doyenné d'Aubigny.
L'édifice est inscrit au titre des monuments historiques le 19 septembre 1928.